# Le Bû-sur-Rouvres
Le Bû-sur-Rouvres è un comune francese di 115 abitanti situato nel dipartimento del Calvados nella regione della Normandia.

## Società

### Evoluzione demografica
Abitanti censiti